# Nitrotyrosin
Nitrotyrosin, korrekter 3-Nitrotyrosin, ist eine nicht-proteinogene Aminosäure. Die Verbindung entsteht in Organismen durch Einwirkung der Reaktiven Stickstoffspezies Peroxinitrit auf Tyrosin. 

## Eigenschaften
3-Nitrotyrosin ist ein Derivat der proteinogenen Aminosäure Tyrosin. Es ist ein gelblich bis leicht grünlicher Feststoff mit einem Zersetzungspunkt bei etwa 235 °C.

## Vorkommen und Entstehung
Von den beiden möglichen Enantiomeren des chiralen 3-Nitrotyrosins kommt in Organismen nur die L-Form vor. Dort wird es aus der proteinogenen Aminosäure Tyrosin unter Einwirkung des Peroxinitrit-Anions gebildet (nukleophile aromatische Substitution).

## Biomarker
3-Nitro-L-Tyrosin dient in der Labordiagnostik als Biomarker für nitrosativen Stress. In einer Reihe von Erkrankungen wie Magenkrebs, Arteriosklerose, Lungenerkrankungen (wie beispielsweise Asthma), Sepsis, Vaskulitis und anderer Entzündungserkrankungen ist der Spiegel von 3-Nitro-L-Tyrosin im Blutserum erhöht. Allgemein ist die Verbindung ein Biomarker für Apoptose (programmierter Zelltod).
Der Nachweis von 3-Nitro-L-Tyrosin kann beispielsweise über HPLC-MS erfolgen.